# Scroll and Key

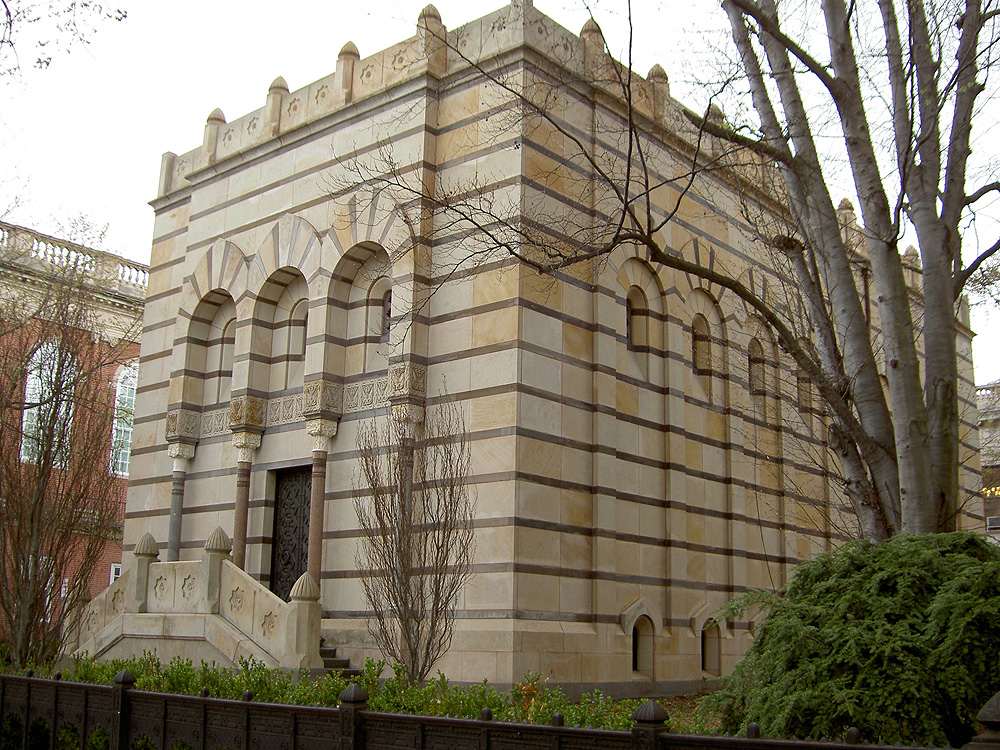
O "Túmulo" da Scroll and Key

Scroll and Key é uma sociedade secreta fundada em 1841 na Universidade de Yale em New Haven, Connecticut. Esta é a segunda mais antiga sociedade secreta de Yale.
Após disputas sobre a eleição dos membros da Skull and Bones, sociedade secreta mais antigas de Yale, John Perter decide, com vários companheiros, fundar em 1841, a Scroll and Key. Outros membros virão ingressar sucessivamente na fraternidade entre 1842 e 1843.

## Membros notáveis

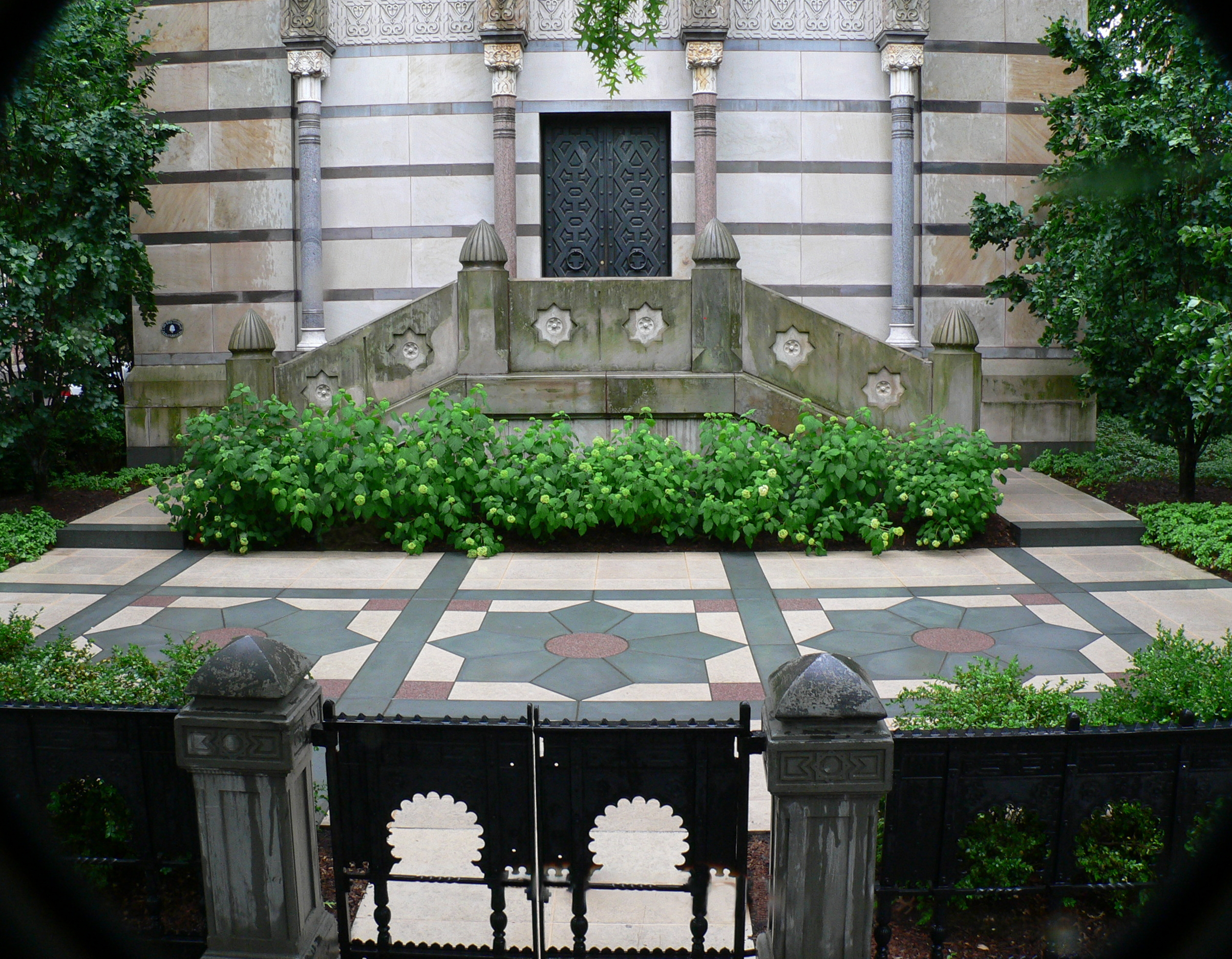
Fachada do pátio exibindo porta mourisca e padronizada

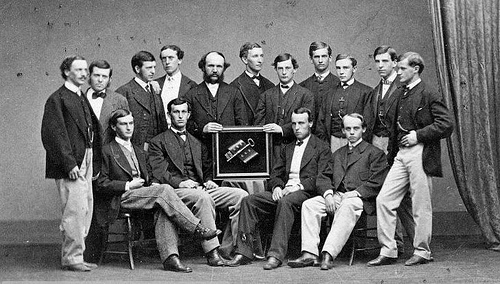
Os membros da delegação de 1866 da Scroll and Key

| Nome                         | Ano de mandato |
| ---------------------------- | -------------- |
| Cord Meyer, Jr.              | 1943           |
| Frank Polk                   | 1894           |
| Dean Acheson                 | 1915           |
| Cyrus Vance                  | 1939           |
| Theodore Runyon              | 1842           |
| Sargent Shriver              | 1938           |
| Allen Wardwell               | 1895           |
| John Enders                  | 1919           |
| William C. Bullitt           | 1912           |
| Huntington D. Sheldon        | 1925           |
| Warren Zimmermann            | 1956           |
| Roscoe S. Suddarth           | 1956           |
| Lewis Sheldon                | 1895           |
| Raymond R. Guest             | 1931           |
| Thomas Enders                | 1953           |
| A. Bartlett Giamatti         | 1960           |
| Paul Mellon\|                |                |
| Robert McCormick             | 1903           |
| Henry deForest               | 1876           |
| Fareed Zakaria               | 1986           |
| J. Peter Grace               | 1936           |
| Cornelius Vanderbilt III     | 1895           |
| James Stillman Rockefeller\| |                |
| Brewster Jennings            | 1920           |
| Gilbert Colgate              | 1883           |
| Benjamin Brewster            | 1929           |
| Seymour H. Knox              | 1920           |
| Donald R. McLennan           | 1931           |
| Stone Phillips               | 1977           |
| Peter H. Dominick            | 1937           |
| Gideon Rose                  | 1987           |
| Philip B. Heymann            | 1954           |
| Joseph M. Patterson          | 1901           |
| George Edgar Vincent         | 1885           |
| Ethan A. H. Shepley          | 1918           |
| Robert D. Orr                | 1940           |
| Joseph Medill McCormick      | 1900           |
| James C. Auchincloss,        | 1908           |
| Herbert Parsons              | 1890           |
| Fred Dubois                  | 1872           |
| Richardson Dilworth          | 1921           |
| Frederick B. Dent            | 1944           |
| John Dalzell                 | 1865           |
| Wayne Chatfield-Taylor       | 1916           |
| William Nelson Runyon        | 1892           |
| Newbold Morris               | 1925           |
| Randall L. Gibson            | 1853           |
| Mortimer R. Proctor          | 1912           |
| Frederic A. Potts            | 1926           |
| Carter Henry Harrison        | 1845           |
| George Shiras Jr.            | 1853           |
| Harvey Cushing               | 1891           |
| Dickinson W. Richards        | 1917           |
| Benjamin Spock               | 1925           |
| Edward Salisbury Dana        | 1871           |
| George Roy Hill              | 1943           |
| Cole Porter                  |                |
| James Gamble Rogers          | 1889           |
| Garry Trudeau                | 1970           |
| William Adams Delano         | 1895           |